# Kani Yılmaz
Kani Yılmaz, mit bürgerlichem Namen Faysal Dunlayıcı, (geboren 1950 in Ceylanpınar; gestorben am 10. oder 11. Februar 2006 im Nordirak) war ein hochrangiger Funktionär der PKK und späterer Dissident der Organisation.
Kani Yılmaz war ein frühes Mitglied der PKK. Beim Militärputsch in der Türkei 1980 wurde er ergriffen und verbrachte zwölf Jahre Haft im Gefängnis Diyarbakır.
Kani Yılmaz leitete mehrere Jahre die Nationale Befreiungsfront Kurdistans, eine Unterorganisation der PKK, in Europa. Am 26. Oktober 1994 wurde er in Großbritannien festgenommen und 1997 an Deutschland ausgeliefert und vor Gericht gestellt. Dabei ging es insgesamt um „55 Überfälle und 59 Brandstiftungen gegen türkische Konsulate, Banken und Geschäfte“. Dabei war mindestens eine Person umgekommen. Bei den Düsseldorfer Prozessen wurde er schließlich 1998 wegen schwerer Brandstiftung zu 7,5 Jahren Haft verurteilt. Mit dem Urteilsspruch – nach der Hälfte der Haftzeit, unter Anrechnung der U-Haft – wurde er entlassen. Im Jahr 2004 sagte er sich von der PKK und Abdullah Öcalan los und gründete mit Osman Öcalan, dem Bruder Abdullah Öcalans, eine oppositionelle Organisation namens „Partiya Welatparêzên Kurdistan“ (PWD). Ein Jahr später wurde Kani Yılmaz bei einem Attentat getötet. Mit ihm kam Sabri Tori (bürgerlich Serdar Kaya) ums Leben. Zuvor war er in einer auf Roj TV am 25. August 2004 verlesenen Botschaft des Neuaufbau-Komitees der PKK als Verräter bezeichnet worden. Die Gesellschaft für bedrohte Völker geht davon aus, dass die PKK den Mord begangen hat. Die PWD erklärte, die Organisation sei von einem PKK-Mitglied unterwandert worden, der eine Bombe im Auto von Kani Yılmaz platziert habe. Der Täter soll demnach zur Leibwache von Murat Karayılan gehört haben. Sein Deckname sei Numan. Die Familie berichtete, Kani Yılmaz habe zuvor Todesdrohungen der PKK erhalten.
Ein Jahr vor seinem Tod hatte Kani Yılmaz die englische Autorin Sheri Laizer geheiratet. Kani Yılmaz wurde in Şanlıurfa beigesetzt.